# Sistema sudanés de parentesco
Los sistemas sudaneses de parentesco —llamados también sistemas descriptivos— constituyen uno de los seis grandes tipos de sistemas de parentesco que se emplean para definir la adscripción de una persona a un grupo de parientes, los cuales fueron identificados por primera vez en Systems of Consanguinity and Affinity of the Human Family, libro escrito por Lewis Henry Morgan (1871). 
El sistema de parentesco sudanés es el más complicado de todos los tipos. Designa de forma separada a cada uno de los parientes de Ego, basado en la distancia de este, su relación y su sexo. El padre de Ego se distingue de su hermano y del hermano de la madre de Ego. Similarmente, la madre de Ego se distingue de su hermana y de la hermana del padre de Ego. Para designar a los primos, hay ocho posibles términos.

## Uso
Este sistema recibe este nombre porque es utilizado por los pueblos de Sudán del Sur, en África. El sistema sudanés fue utilizado por los romanos antiguos y por las sociedades anglosajonas. Hoy día, es posible encontrarlo en la sociedad árabe, búlgara, turca y china.